# فورشيا
فورشيا، (بالإنجليزية: Forchia)‏، هي بلدية في مقاطعة بينيفينتو، في منطقة كامبانيا الإيطالية، وتقع على بعد حوالي 35 كم شمال شرق نابولي، وحوالي 25 كم جنوب غرب بينيفينتو.

## السكان
في سنة 1861 بلغ عدد السكان 984 نسمة، وتطور العدد ليصل في سنة 2011 لـ 1٬238 نسمة.
يظهر هذا المخطط البياني تطور النمو السكاني لـ فورشيا